# 真鍋賢二
真鍋 賢二（まなべ けんじ、1935年〈昭和10年〉7月14日 - 2024年〈令和6年〉3月2日）は、日本の政治家。自由民主党所属。
環境庁長官（第36代）、参議院議員（4期）、参議院予算委員長、裁判官弾劾裁判所裁判長などを歴任。

## 来歴・人物
香川県三豊郡仁尾町（現 三豊市仁尾町）出身。香川県立観音寺第一高等学校、岐阜大学農学部農学科卒業。
1958年（昭和33年）岐阜大学卒業後、植物病理学を専攻し、学究の道を選択した同年4月、大平正芳衆議院議員と出会い、以後19年間秘書を務めた。1977年（昭和52年）7月に参議院議員に初当選した。
1998年（平成10年）7月、環境庁長官に就任。1993年（平成5年）に名古屋市がゴミ処分場として計画した藤前干潟の埋立てについて、長官在任直後の1998年8月「鳥類・海洋生物保護の立場から反対する」と当時としては異例の表明を行い、2000年（平成12年）の同計画中止のきっかけとなった。
2005年（平成17年）のいわゆる郵政国会では、8月8日の郵政民営化関係6法案の参議院本会議採決にて反対票を投じた。
2007年（平成19年）の第21回参議院議員通常選挙に香川県選挙区から立候補するも、民主党の植松恵美子に敗れ、落選。
環境庁長官時代の経験を綴った著書『優優飛翔―現場主義大臣の直言』がある。
香川県遺族連合会の会長を務めていた。
2024年3月2日、肺炎のため、東京都内の病院で死去した。88歳没。
長男がいる。

## 略歴
- 1958年 - 岐阜大学農学部農学科を卒業
- 1958年 - 衆議院議員（大平正芳）秘書
- 1968年 - 通商産業大臣秘書官
- 1977年7月 - 第11回参議院議員通常選挙に出馬し初当選
- 1981年11月 - 鈴木善幸改造内閣で通商産業政務次官に就任
- 1983年6月 - 第13回参議院議員通常選挙で2期目の当選
- 1984年 - 参議院文教委員長に就任
- 1989年7月 - 第15回参議院議員通常選挙で喜岡淳に敗れて落選
- 1995年7月 - 第17回参議院議員通常選挙で返り咲き、3期目の当選
- 1998年7月 - 小渕内閣で国務大臣・環境庁長官に就任
- 2001年7月 - 第19回参議院議員通常選挙で4期目の当選
- 2001年8月 - 参議院予算委員長に就任
- 2004年4月 - 裁判官弾劾裁判所裁判長に就任
- 2007年7月 - 第21回参議院議員通常選挙で植松恵美子に敗れて落選
- 2008年4月 - 旭日大綬章を受章
- 2008年5月 - 古賀派と谷垣派合流に伴う新宏池会結成で顧問に就任
- 2024年3月2日 - 死去[3]

## 所属していた団体・議員連盟
- 日本・ルクセンブルク友好議員連盟（会長）
- 神道政治連盟国会議員懇談会
- 日中友好議員連盟

## 著書
- 『私の見た大平正芳 その素顔と姿勢』イメージメイカーズ、1976年。
- 『未来に橋を架ける』山王政経研究会、1994年。
- 『優優飛翔 現場主義大臣の直言』中央法規出版、2000年3月。ISBN 4805842555。